# شنغ

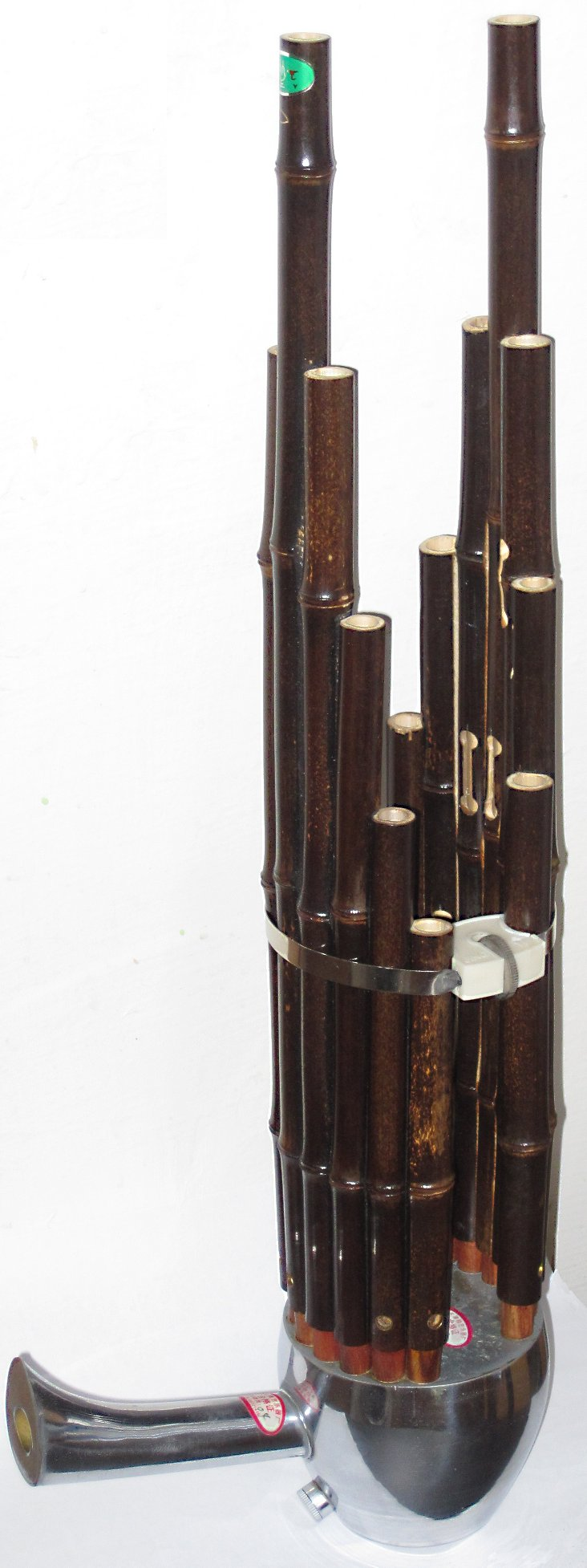

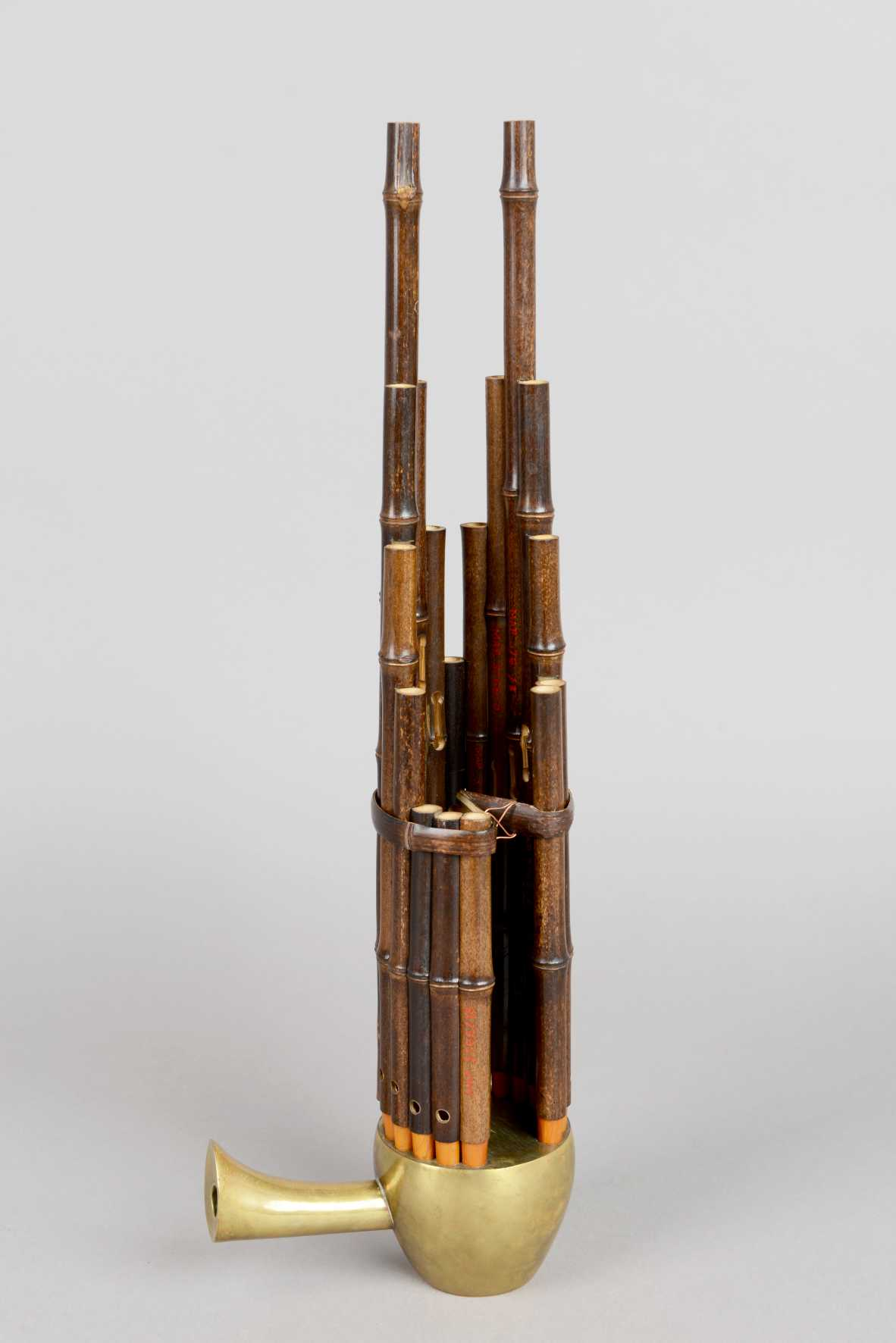
شنغ

شَنْغ (بالصينية: 笙) هي آلة نفخية صينية قديمة. وهي أقدم آلة موسيقية استخدمت اللسان الحر في العالم، وسبق لها أن دفعت تطور بعض الآلات الموسيقية الغربية إلى الأمام. اكتشفت في عام 1978 في قبر قديم بمقاطعة خوبي الصينية بضع آلات شنغ يرجع تاريخها إلى ما قبل 2400 سنة، وهي أقدم آلات شنغ اكتشفت في الصين حتى الآن. تعود نشأة آلة شنغ إلى قبل أكثر من ثلاثة آلاف سنة. وفي البداية ما كان لآلة شنغ لسان ولا جسم الآلة، بل ربط الناس مواسير مختلفة الأصوات بحبل أو إطار خشبي. وفيما بعد زادوا إليها لساناً خيزرانياً وجسم الآلة. وفيما بعد تطورت هذه الآلة وأصبح اللسان الخيزراني نحاسياً.